# Нові Сосни
Нові Сосни (ерз. Од Піче веле) — село в Клявлінському районі Самарської області Росії. Входить до Сільського поселення станція Клявліне.

## Розташування
Село розташоване за 9 км від районного центру Клявліне та за 167 км від обласного центру міста Самари.

## Історія
|  | «З Камишли їхали ми через сім верст угористою дорогою і перелісками до мордовського села Сосни, що стоїть при річці такого ж імені. Як це село, так і річка найменування своє отримала від великого бору, у якому шкідливі види було залишки вирваних дерев від колишнього в минулому 1767 році вихору, до чого додалася і степова пожежа, що закралася в ліс, від чого велика палестина прекрасного і в цих місцях рідкісного лісу винищена». Оригінальний текст (рос.) [«Из Камышлы ехали мы через семь верст угористою дорогою и перелесками до мордовской деревни Сосны, стоящей при речке того же имени. Как сия деревня, так и речка наименование своё получила от подошедшего великого бору, у котором сожалетельные видны были остатки изторгнутых дерев от бывшего в прошлом 1767 году вихря, к чему присовокупился и степной пожар, закравшийся в лес, от чего обширная палестина прекрасного и в сих местах редкого лесу изтреблена».] Помилка: [undefined] Помилка: {{Lang}}: немає тексту (допомога): текст вже має курсивний шрифт (допомога) |

Цей запис належить академіку І. І. Лепьохіну, який в 1768—1772 роках подорожував по Уралу і Поволжю, і проїжджав з експедицією по території Самарської області.
Село Нові Сосни за легендою було засноване селянами, що відкололися від села Сосни, щоб залишити в історії який-небудь слід. Нове село вони назвали Новими Соснами, у пам'ять про місце свого народження. Із цього моменту село Сосни стало називатися Старими Соснами.

## Відомі особи
У 1915 році в Нових Соснах народився поет Батаєв Павло Петрович, який загинув у Німецько-радянській війні.